# Leather Gloves
Leather Gloves es una película estadounidense de 1948, del género dramático, dirigida por Richard Quine y William Asher. Protagonizada por Cameron Mitchell, Virginia Grey y Jane Nigh en los papeles principales. 
El guion de Brown Holmes sobre el mundo del boxeo, está basado en una historia original de Richard English titulada No Place To Go.

## Argumento
Un boxeador se enfrenta a otro y, más allá de ganarle el cuadrilátero, también quiere pisotearlo fuera, pues ambos están enamorados de la misma mujer.

## Otros créditos
- Color: blanco y negro
- Sonido: Lambert E. Day
- Asistente de dirección: James Nicholson
- Dirección artística: Robert Peterson
- Decorados: William Kiernan

## Comentarios
Debut como director de cine de Richard Quine, en codirección junto a su amigo William Asher.
El buen hacer en esta película le reportó a Quine, un contrato con la productora Columbia Pictures.
La película se estrenó en Gran Bretaña con el título Loser take all. 
- Datos: Q6510437